# Lockheed P-80 Shooting Star
Chiếc Lockheed P-80 Shooting Star là kiểu máy bay tiêm kích phản lực đầu tiên đưa vào hoạt động trong Không lực Lục quân Hoa Kỳ và, dưới tên gọi F-80, tham gia hoạt động chiến đấu rộng rãi tại Triều Tiên với Không quân Hoa Kỳ. Là một trong những máy bay phản lực chiến đấu đầu tiên thành công trên thế giới, nó đánh dấu sự khởi đầu của "thời đại phản lực" trong Không quân Mỹ và không quân các nước khác. Một trong các vai trò tạo nên danh tiếng là trong việc huấn luyện một thế hệ các phi công mới, đặc biệt là trong kiểu máy bay huấn luyện T-33 Shooting Star được phát triển dựa trên nó.

## Thiết kế và phát triển
Khái niệm về chiếc XP-80 được bắt đầu từ năm 1943 với một thiết kế được chế tạo chung quanh kích thước có từ bản thiết kế của động cơ turbo phản lực de Havilland H1 B Anh Quốc, một cỗ máy mà nhóm thiết kế chưa từng được chạm tay đến. Nhóm thiết kế Lockheed, gồm 28 kỹ sư hàng không dưới sự lãnh đạo của nhà thiết kế huyền thoại Clarence L. "Kelly" Johnson, là một phong cách làm việc theo nhóm độc đáo của Lockheed dưới tên gọi Skunk Works, trong thập niên kế tiếp sẽ sản xuất ra một loạt các máy bay có tính năng cao như F-104 Starfighter, Lockheed U2, SR-71 Blackbird, F-117 Nighthawk và F-22 Raptor.
Chiếc XP-80 có cấu trúc thông dụng, khung máy bay toàn kim loại với cánh thon đặt thấp và bộ càng đáp ba bánh. Chiếc P-80 là một trong những máy bay tiêm kích phản lực hoạt động có động cơ đặt trong thân, lần đầu tiên được thấy trên chiếc P-59 Airacomet, một kiểu tiền phong trong thời kỳ đầu (các máy bay phản lực đầu tiên khác có động cơ đặt trên những trụ bên ngoài để bảo trì dễ dàng); đặc tính thiết kế này được hầu hết các máy bay tiêm kích thế hệ tiếp nối sử dụng. 

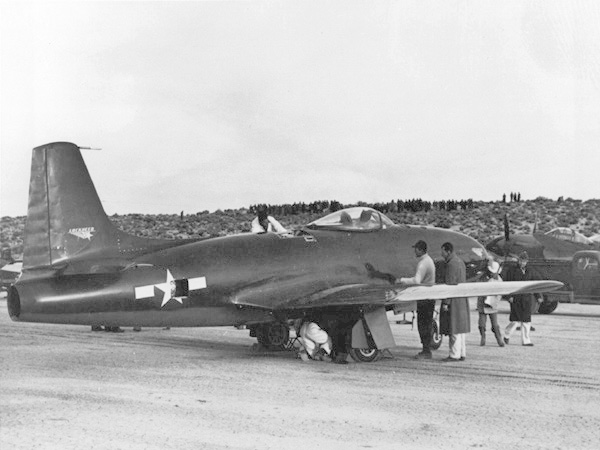
Chiếc nguyên mẫu ban đầu XP-80 Lulu-Belle.

Chiếc nguyên mẫu đầu tiên (số hiệu 44-83020), có tên lóng là Lulu-Belle (và còn được gọi là "Green Hornet" do nước sơn màu xanh lá), bay lần đầu tiên ngày 8 tháng 1 năm 1944 do phi công thử nghiệm của Lockheed Tony LeVier điều khiển, chỉ trong vòng 143 ngày sau khi việc thiết kế được bắt đầu, và hoàn tất sớm hơn trước thời hạn 37 ngày. Lulu-Belle được trang bị động cơ thay thế kiểu Halford H1 (sau này là "Goblin") lấy từ kiểu máy bay nguyên mẫu de Havilland Vampire và được chở tới Hoa Kỳ sau khi động cơ nguyên thủy bị hỏng do tai nạn. Sau chuyến bay đầu tiên Clarence Johnson đã nói: "Đây là một cuộc trình diễn vĩ đại, máy bay của chúng ta là một thành công - một thành công hoàn toàn vì nó vượt qua được những những ưu thế tạm thời của người Đức có được sau nhiều năm phát triển sơ thảo những máy bay phản lực.".

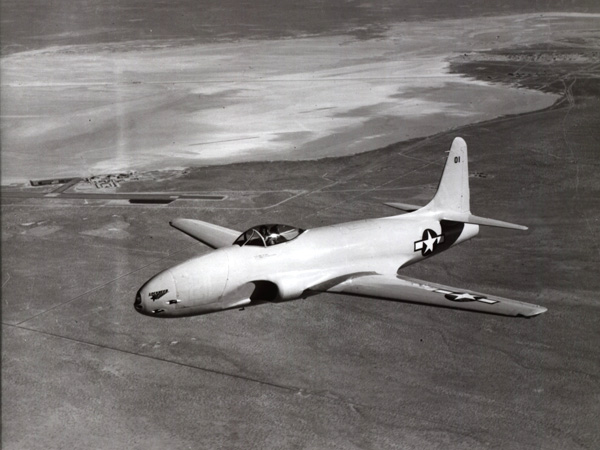
Chiếc nguyên mẫu XP-80A Gray Ghost đang bay.

Chiếc nguyên mẫu thứ hai, ký hiệu XP-80A, được thiết kế cho kiểu động cơ lớn hơn GE I-40 (sau này đặt tên là J-33), với hai máy bay (số hiệu 44-83021 và 44-83022) được chế tạo. 44-83021 được đặt tên lóng là "Gray Ghost" do màu sơn xám ngọc trai của nó, trong khi chiếc XP-80A thứ hai, được giữ lại không sơn nhằm so sánh các tính năng khi bay, được đặt tên là "Silver Ghost". Chuyến bay thử nghiệm đầu tiên của nó không gây được ấn tượng, nhưng đa số các vấn đề trong thiết kế được nhanh chóng tiếp cận và sử đổi trong chương trình thử nghiệm. Các quan điểm ban đầu về chiếc P-80A trang bị động cơ I-40 không được tích cực, với nhận xét của phi công thử nghiệm kỹ thuật chính của Lockheed Milo Burcham rằng chiếc máy bay mà ông ta rất ưa chuộng (gắn động cơ Halford) đã trở thành một "con chó". Những chiếc XP-80A trở thành khung thử nghiệm chính yếu cho các kiểu động cơ lớn hơn và các kiểu thiết kế ống hút gió động cơ, và do đó nó to và nặng hơn 25% so với chiếc XP-80.
Chương trình thử nghiệm chiếc P-80 tỏ ra rất nguy hiểm. Burcham thiệt mạng ngày 20 tháng 10 năm 1944 trong khi bay chiếc YP-80A thứ ba được sản xuất số hiệu 44-83025. Chiếc "Gray Ghost" bị mật trong một chuyến bay thử nghiệm ngày 20 tháng 3 năm 1945, nhưng phi công Tony LeVier nhảy dù thoát được. Mới được đề bạt lên thay thế Burcham ở vị trí phi công thử nghiệm kỹ thuật chính, LeVier thoát ra khi một trong các cánh của động cơ turbin bị gảy, gây hỏng cấu trúc cánh đuôi. LeVier chạm đất mạnh và bị chấn thương lưng, nhưng quay lại chương trình thử nghiệm sau sáu tháng phục hồi. Đáng kể là Thiếu tá Richard Bong, một phi công "Ách" tại Mặt trận Thái Bình Dương, cũng bị thiệt mạng trong khi bay nghiệm thu một chiếc P-80 sản xuất hằng loạt tại Hoa Kỳ ngày 6 tháng 8 năm 1945. Cả hai tai nạn của Burcham và Bong đều là kết quả của hỏng hóc bơm nhiên liệu chính. Cái chết của Burcham là hậu quả của thiếu sót không báo trước cho ông về việc mới gắn một hệ thống bơm nhiên liệu dự phòng khi khẩn cấp; nhưng điều tra về tai nạn của Bong cho thấy rằng ông ta rõ ràng đã quên bật công tắc bơm khẩn cấp vốn đã có thể ngăn ngừa được tai nạn. Ông ta đã cố thoát ra khi máy bay lộn ngược vòng nhưng vì quá gần mặt đất nên dù đã không thể bật ra được.

## Lịch sử hoạt động

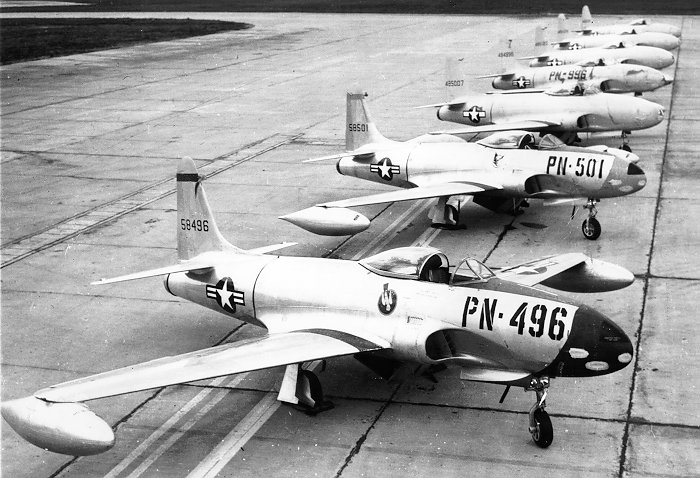
Những chiếc P-80B tại căn cứ không quân Langley.

Chiếc Shooting Star bắt đầu được đưa vào hoạt động từ cuối năm 1944 với 12 chiếc tiền sản xuất YP-80A (một chiếc YP-80A thứ 13 được cải tiến trở thành chiếc máy bay F-14 trinh sát hình ảnh duy nhất và bị mất trong một tai nạn vào tháng 12), một chiếc bị phá hủy trong một tai nạn đã giết chết Burcham. Bốn chiếc được gửi sang Châu Âu để được thử nghiệm hoạt động thực tế (hai chiếc đến Anh Quốc và hai chiếc đến Phhi đoàn Tiêm kích 1 tại Lesina, Ý) nhưng khi Thiếu tá phi công thử nghiệm Frederic Borsodi bị giết trong một vụ rơi chiếc máy bay trình diễn YP-80A số hiệu 44-83026 tại căn cứ Không quân Hoàng gia Burtonwood do cháy động cơ vào ngày 28 tháng 1 năm 1945, những chiếc YP-80A phải tạm thời ngừng bay. Do những sự chậm trễ, chiếc Shooting Star đã không tham gia chiến đấu trong Thế Chiến II.
Đơn đặt hàng sản xuất ban đầu là 344 chiếc P-80A sau khi được Không lực Mỹ chấp nhận vào tháng 2 năm 1945. Có 83 chiếc đã được giao hàng cho đến cuối tháng 7 năm 1945 và 45 chiếc được bố trí đến Phi đoàn Tiêm kích 412 (sau này đổi tên thành Phi đoàn Tiêm kích 1) tại căn cứ không quân Edwards. Sau chiến tranh việc sản xuất vẫn tiếp tục, mặc dù kế hoạch 5.000 chiếc máy bay thời chiến nhanh chóng giảm còn 2.000 chiếc trị giá dưới 100.000 Đô la mỗi chiếc. Có tổng cộng 1.714 máy bay F-80A, F-80B, F-80C và RF-80 một chỗ ngồi được chế tạo cho đến khi việc sản xuất chấm dứt vào năm 1950, trong đó có 927 chiếc F-80C (bao gồm 129 chiếc F-80A hoạt động được nâng cấp lên tiêu chuẩn F-80C-11-LO). Tuy nhiên, phiên bản hai chỗ ngồi TF-80C, bay lần đầu tiên ngày 22 tháng 3 năm 1948, trở thành căn bản cho chiếc máy bay huấn luyện T-33, mà 6.557 chiếc đã được sản xuất.
Chiếc nguyên mẫu P-80B, được cải tiến thành một máy bay đua và đặt tên là XP-80R, dưới sự điều khiển của Đại tá Albert Boyd đã lập một kỷ lục thế giới về tốc độ 1004,2 km/h (623,73 mph) vào ngày 19 tháng 6 năm 1947. Chiếc P-80C bắt đầu được sản xuất vào năm 1948; và vào ngày 11 tháng 6, trở thành một thành phần của Không quân Hoa Kỳ mới thành lập, chiếc P-80C chính thức đổi tên thành F-80C.
Bộ chỉ huy Không quân Chiến lược Không quân Hoa Kỳ đã đưa những chiếc F-80 Shooting Star vào sử dụng từ năm 1946 đến năm 1948 tại Không đoàn 1 và Không đoàn 56. Những chiếc P-80 đầu tiên phục vụ tại châu Âu gia nhập Không đoàn 55 (sau được đổi tên thành Không đoàn 31) tại Würzburg Giebelstadt, Đức, vào năm 1946, và ở tại đó mười tám tháng. Khi Liên Xô phong tỏa Berlin, một phi đội của Không đoàn 56 do Đại tá David C. Schilling chỉ huy đã bay vượt Đại Tây Dương từ Tây sang Đông vào tháng 7 và bay đến Đức trong 45 ngày trong Chiến dịch Fox Able. Được thay thế bởi Không đoàn 36 vừa mới trang bị F-80 tại Căn cứ Không quân Furstenfeldbruck, Không đoàn 56 thực hiện Chiến dịch Fox Able II vào tháng 5 năm 1949. Cùng năm đó F-80 được trang bị cho Không đoàn 51 đặt căn cứ tại Nhật Bản.
Các không đoàn 4 (Căn cứ Không quân Langley, Virginia); 81 (Căn cứ Không quân Kirtland, New Mexico), và 57 (Căn cứ Không quân Elmendorf, Alaska) được trang bị F-80 trong năm 1948, cũng như các phi đội tiêm kích đánh chặn thuộc Bộ chỉ huy Không quân Phòng không. Đơn vị Không lực Vệ binh Quốc gia đầu tiên bay chiếc P-80 là Phi đội Tiêm kích 196 của lực lượng Vệ binh Quốc gia California vào tháng 6 năm 1947.

### Chiến tranh Triều Tiên
Shooting Star tham gia hoạt động chiến sự lần đầu tiên trong Chiến tranh Triều Tiên, chủ yếu là phiên bản F-80C mạnh mẽ hơn nhưng cũng có những chiếc máy bay RF-80 trinh sát hình ảnh. Trận không chiến đầu tiên giữa hai máy bay phản lực xảy ra vào ngày 8 tháng 11 năm 1950 trong đó một chiếc F-80 đã bắn rơi một chiếc MiG-15 (còn đang tranh luận liệu có phải là một chiến công phản lực chống phản lực hay không). Cho dù có được thắng lợi ban đầu, những chiếc F-80 cánh thẳng có tính năng bay yếu kém hơn những chiếc MiG và không lâu sau được thay thế bởi những chiếc F-86 Sabre cánh xuôi trong vai trò tiêm kích chiếm ưu thế trên không. Khi có đủ số lượng máy bay Sabre hoạt động, những chiếc Shooting Star được giao các phi vụ tấn công mặt đất, cũng như các nhiệm vụ huấn luyện bay nâng cao và phòng không tại Nhật Bản. Khi cuộc xung đột kết thúc, những chiếc F-80 còn bay tại Triều Tiên chỉ có phiên bản trinh sát hình ảnh.
Các đơn vị sử dụng F-80 và RF-80A trong chiến đấu tại Triều Tiên bao gồm:
- Phi đoàn Tiêm kích Ném bom 8 (các phi đội tiêm kích-ném bom 35, 36, và 80), đặt căn cứ tại Suwon, là đơn vị sử dụng F-80 trong thời gian lâu nhất tại Triều Tiên. Họ bắt đầu các phi vụ từ Nhật Bản vào tháng 6 năm 1950 và tiếp tục bay chiếc Shooting Star đến tận tháng 5 năm 1953, khi họ chuyển sang loại máy bay F-86 Sabre.
- Phi đoàn Tiêm kích Ném bom 49 (các phi đội tiêm kích-ném bom 7, 8 và 9) được bố trí từ Nhật Bản sang Taegu, Triều Tiên, vào tháng 9 năm 1950 và tiếp tục thực hiện các phi vụ tiêm kích-ném bom bằng máy bay F-80C cho đến mùa Xuân năm 1952, khi họ chuyển sang loại máy bay F-84 Thunderjet.
- Phi đoàn Tiêm kích Đánh chặn 51 (các phi đội tiêm kích đánh chặn 16 và 25) hoạt động những chiếc F-80C từ Kimpo và Nhật Bản từ tháng 9 năm 1950 đến tháng 11 năm 1951 khi họ chuyển sang loại máy bay F-86.
- Phi đoàn Tiêm kích Đánh chặn 35 và hai phi đội tiêm kích đánh chặn 39 và 40 đến Pohang, Triều Tiên, vào tháng 7 năm 1950, nhưng chuyển sang loại máy bay P-51 Mustang trước cuối năm đó.
- Phi đội Trinh sát Hình ảnh 8, sau này được đổi tên thành Phi đội Trinh sát Hình ảnh 15, phục vụ từ ngày 27 tháng 6 năm 1950 tại Itazuke, Nhật Bản; và tại Tague (K-2) và Kempo (K-14), Triều Tiên, cho đến khi chấm dứt xung đột. Phi đội này cũng sử dụng một số máy bay cải biến RF-80C và RF-86.

Trong số 277 máy bay F-80 bị thiệt hại trong hoạt động (chiếm khoảng 30% số máy bay có được), có 113 chiếc bị tiêu diệt bởi hỏa lực mặt đất và 14 chiếc bị máy bay địch bắn rơi. Thiếu tá Charles J. Loring, Jr. được trao tặng Huân chương Danh dự vì những hoạt động của ông khi bay với Phi đội 80 thuộc Phi đoàn Tiêm kích Ném bom 8 vào ngày 22 tháng 11 năm 1952.

### P-80 huấn luyện Hải quân: TO-1/TV-1
Một chiếc P-80 đời đầu duy nhất được cải tiến dành cho Hải quân (với những bổ sung được yêu cầu, như một móc đuôi) và đã hạ cánh thử trên một tàu sân bay vào năm 1945 trong một thử nghiệm của Hải quân Hoa Kỳ. Để huấn luyện máy bay phản lực trên đất liền vào cuối những năm 1940, 50 chiếc F-80C (và vài chiếc phiên bản A và B) được Không quân chuyển cho Hải quân vào năm 1949 như những máy bay huấn luyện phản lực. Trong hoạt động của Hải quân Hoa Kỳ, chúng được đặt tên là TO-1 rồi sau đó chuyển thành TV-1. Kết quả là khi Hải quân sử dụng những chiếc T-33 trong huấn luyện, chúng được tiếp tục đặt tên là TO-2, rồi thành TV-2, cho dù tên gọi này lại đổi trở lại thành T-33B vào năm 1962. Không có chiếc nào trong số máy bay Hải quân này có khả năng hoạt động trên tàu sân bay, và chúng chỉ được sử dụng trên đất liền. Một phiên bản hoạt động được trên tàu sân bay của họ máy bay này được phát triển trong những năm 1950, và được đưa vào sử dụng từ năm 1957 dưới tên gọi T2V-1 SeaStar, và được đặt lại tên là T-1 SeaStar vào năm 1962.

## Các phiên bản

### P-80/F-80
- XP-80: Chiếc nguyên mẫu, có một chiếc được chế tạo.
- XP-80A: Phiên bản nguyên mẫu thứ hai, có hai chiếc được chế tạo.
- YP-80A: Phiên bản thử nghiệm tiền sản xuất, có mười hai chiếc được chế tạo.
- XF-14: Chiếc nguyên mẫu trinh sát hình ảnh dành cho Không lực Lục quân Hoa Kỳ. Một chiếc YP-80A số hiệu 44-83024 được cải biến, bị mất do va chạm trên không với một chiếc B-25 Mitchell vào ngày 6 tháng 12 năm 1944.
- P-80A: Có 344 chiếc khối 1-LO và 180 chiếc khối 5-LO được sản xuất. Những chiếc Shooting Star khối 5 và sau đó có vỏ màu kim loại tự nhiên.
- F-80A: Tên gọi mới của Không quân Hoa Kỳ dành cho P-80A.
- EF-80: Được cải biến để thử nghiệm các vị trí buồng lái với phi công ở tư thế nằm sấp.
- F-14A: Phiên bản trinh sát hình ảnh cải biến từ chiếc P-80A với số lượng không rõ, tất cả được đặt lại tên là FP-80A.
- XFP-80A: Chiếc P-80A số hiệu 44-85201 được cải biến với mũi máy bay dạng bản lề gắn thiết bị máy ảnh.
- FP-80A: Phiên bản trinh sát hình ảnh hoạt động. Có 152 chiếc khối 15-LO được sản xuất.
- RF-80A: Tên gọi mới của Không quân Hoa Kỳ dành cho FP-80A, có 66 chiếc F-80A đang hoạt động được cải biến thành tiêu chuẩn RF-80A.
- ERF-80A: Chiếc P-80A số hiệu 44-85042 được cải biến với mũi máy bay thử nghiệm dạng bầu.
- XP-80B: Phiên bản cải biến chiếc P-80A, cải tiến động cơ J-33, một chiếc được chế tạo như là chiếc nguyên mẫu cho kiểu P-80B.
- P-80B: Có 209 chiếc khối 1-LO và 31 chiếc khối 5-LO được sản xuất; phiên bản đầu tiên trang bị ghế phóng
- F-80B: Tên gọi mới của Không quân Hoa Kỳ dành cho P-80B.
- XP-80R: Phiên bản cải biến chiếc XP-80B thành máy bay đua.
- P-80C: Có 162 chiếc khối 1-LO; 75 chiếc khối 5-LO và 561 chiếc khối 10-LO được sản xuất.
- F-80C: Tên gọi mới của Không quân Hoa Kỳ dành cho P-80; có 128 chiếc F-80A được cải biến thành F-80C-11-LO với động cơ J-33-A-35 và trang bị ghế phóng.
- RF-80C: Phiên bản trinh sát hình ảnh được nâng cấp. Có 70 chiếc phiên bản F-80A và F-80C được cải biến thành phiên bản RF-80C cùng sáu chiếc RF-80A được cải biến thành phiên bản RF-80C-11.
- DF-80A: Tên gọi đặt cho một số chiếc F-80A được cải biến thành máy bay điều khiển mục tiêu giả lập.
- QF-80A/QF-80C/QF-80F: Phiên bản cải biến chiếc F-80 bởi Sperry Gyroscope thành những máy bay giả lập mục tiêu trong kế hoạch Bad Boy.
- TP-80C: Tên gọi đầu tiên của chiếc nguyên mẫu huấn luyện TF-80C.
- TF-80C: Chiếc nguyên mẫu của kiểu máy bay T-33 (số hiệu 48-0356).

### T-33
Lockheed cũng sản xuất một phiên bản huấn luyện hai chỗ ngồi với thân máy bay dài hơn, chiếc T-33A cũng còn được biết dưới tên "T-bird", được sản xuất cho đến năm [[Hàng không năm 1959|1959 và cũng được sản xuất dưới giấy phép nhượng quyền tại Nhật Bản và Canada. Chiếc máy bay huấn luyện này được sử dụng tại hơn 20 nước khác nhau. Có 6.557 chiếc T-33 được chế tạo và một số còn đang được sử dụng.

### F-94
Chiếc nguyên mẫu T-33 lại được cải biến trở thành chiếc F-94 Starfire đầu tiên, một kiểu máy bay tiêm kích hoạt động trong mọi thời tiết được sản xuất thành ba phiên bản.
- YF-94: Hai chiếc T-33A được cải biến trở thành chiếc F-94 nguyên mẫu.
- F-94A/B/C: Máy bay tiêm kích hai chỗ ngồi hoạt động trong mọi thời tiết.

## Các nước sử dụng
- Brasil
- Chile
- Colombia
- Ecuador
- Perú
- Hoa Kỳ
- Uruguay
- Nam Tư

## Đặc điểm kỹ thuật (P-80C/F-80C)

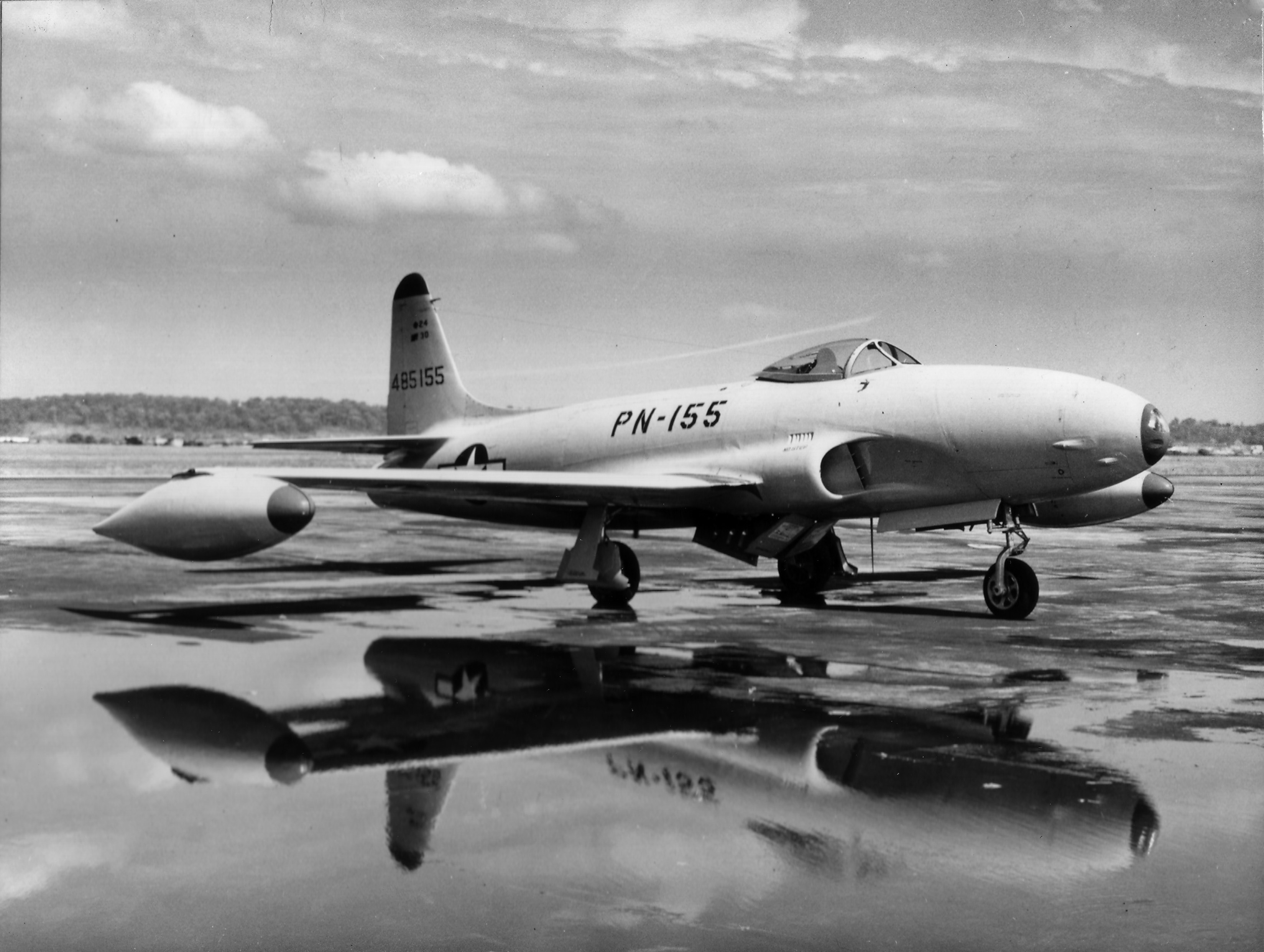
P-80A của Không quân Hoa Kỳ thuộc loạt sản xuất đầu tiên.

Tham khảo: Quest for Performance

### Đặc tính chung
- Đội bay: 01 người
- Chiều dài: 10,49 m (34 ft 5 in)
- Sải cánh: 11,81 m (38 ft 9 in)
- Chiều cao: 3,43m (11 ft 3 in)
- Diện tích bề mặt cánh: 22,07 m² (237,6 ft²)
- Diện tích cản: 0,30 m² (3,2 ft²)
- Hệ số nâng/lực cản: 0,0134
- Tỉ lệ dài/rộng cánh: 6,37
- Lực nâng của cánh: 260 kg/m² (53 lb/ft²)
- Trọng lượng không tải: 3.819 kg (8.420 lb)
- Trọng lượng có tải: 5.738 kg (12.650 lb)
- Trọng lượng cất cánh tối đa: 7.646 kg (16.856 lb)
- Động cơ: 1 x động cơ Allison J33-A-35 turbo phản lực nén ly tâm, lực đẩy 5.400 lbf (24,0 kN)

### Đặc tính bay
- Tốc độ lớn nhất: 965 km/h (600 mph)
- Tốc độ bay đường trường: 660 km/h (410 mph)
- Tầm bay tối đa: 1.930 km (1.200 mi)
- Trần bay: 14.000 m (46.000 ft)
- Tốc độ lên cao: 23,3 m/s (4.580 ft/min); lên cao 6.100 m (20.000 ft) trong 5,5 phút
- Tỉ lệ lực đẩy/khối lượng: 0,43
- Tỉ lệ lực nâng/lực cản: 17,7

### Vũ khí
- 6 x súng máy Browning M2 12,7 mm (0,50 in), 300 viên đạn mỗi khẩu tổng cộng 1.800 viên đạn
- 2 x bom 454 kg (1.000 lb)
- 8 x rocket không điều khiển

## Nội dung liên quan

### Máy bay liên quan
- Lockheed T-33 Shooting Star
- Lockheed T2V SeaStar
- Lockheed F-94 Starfire

### Máy bay tương tự
- de Havilland Vampire
- Gloster Meteor F8 "Prone Pilot"
- Messerschmitt Me 262
- Heinkel He 280 - Máy bay tiêm kích Đức gắn động cơ phản lực đầu tiên.
- Gloster Meteor - Máy bay tiêm kích Anh gắn động cơ phản lực đầu tiên hoạt động.
- Bell P-59A - Máy bay tiêm kích Mỹ gắn động cơ phản lực đầu tiên.

### Trình tự thiết kế
- ''Trình tự Không lực trước năm 1948:
  - P-77 - XP-78 - XP-79 - P-80 - XP-81 - P-82 - XP-83
- ''Trình tự Không quân sau năm 1948:
  - F-80 - F-81 - F-82 - F-83 - F-84 - XF-85 - F-86
- ''Trình tự Hải quân trước năm 1962:
  - TE - TF - TO - TT - TV
  - TO-1 - TO-2
  - TV (TV-1) - TV (TV-2) - T2V

### Danh sách liên quan
- Danh sách máy bay chiến đấu
- Danh sách máy bay quân sự Hoa Kỳ
- Danh sách máy bay trong Chiến tranh Thế giới II
- Danh sách máy bay phản lực trong Chiến tranh Thế giới II
- Danh sách máy bay tiêm kích